# سبيدر روبنسون
سبيدر روبنسون (بالإنجليزية: Spider Robinson) (24 نوفمبر 1948، نيويورك في الولايات المتحدة -) كاتب وروائي كندي، حاصل على جائزة هوغو لأفضل رواية قصيرة عن «بأي اسم آخر» في العام 1978 وفي العام الموالي حصل على نفس الجائزة عن «رقصة نجمة» ثم حصل على جائزة هوغو لأفضل قصة قصيرة عن «حزن الفيلة» في العام 1983.

## روابط خارجية
- سبيدر روبنسون على موقع IMDb (الإنجليزية)